# أركيوبتركسيات
الأركيوبتركسيات هيَ فصيلة من الديناصورات المانيرابتورية التي عاشت خلال العصر الجوراسي المتأخر.

## التصنيف

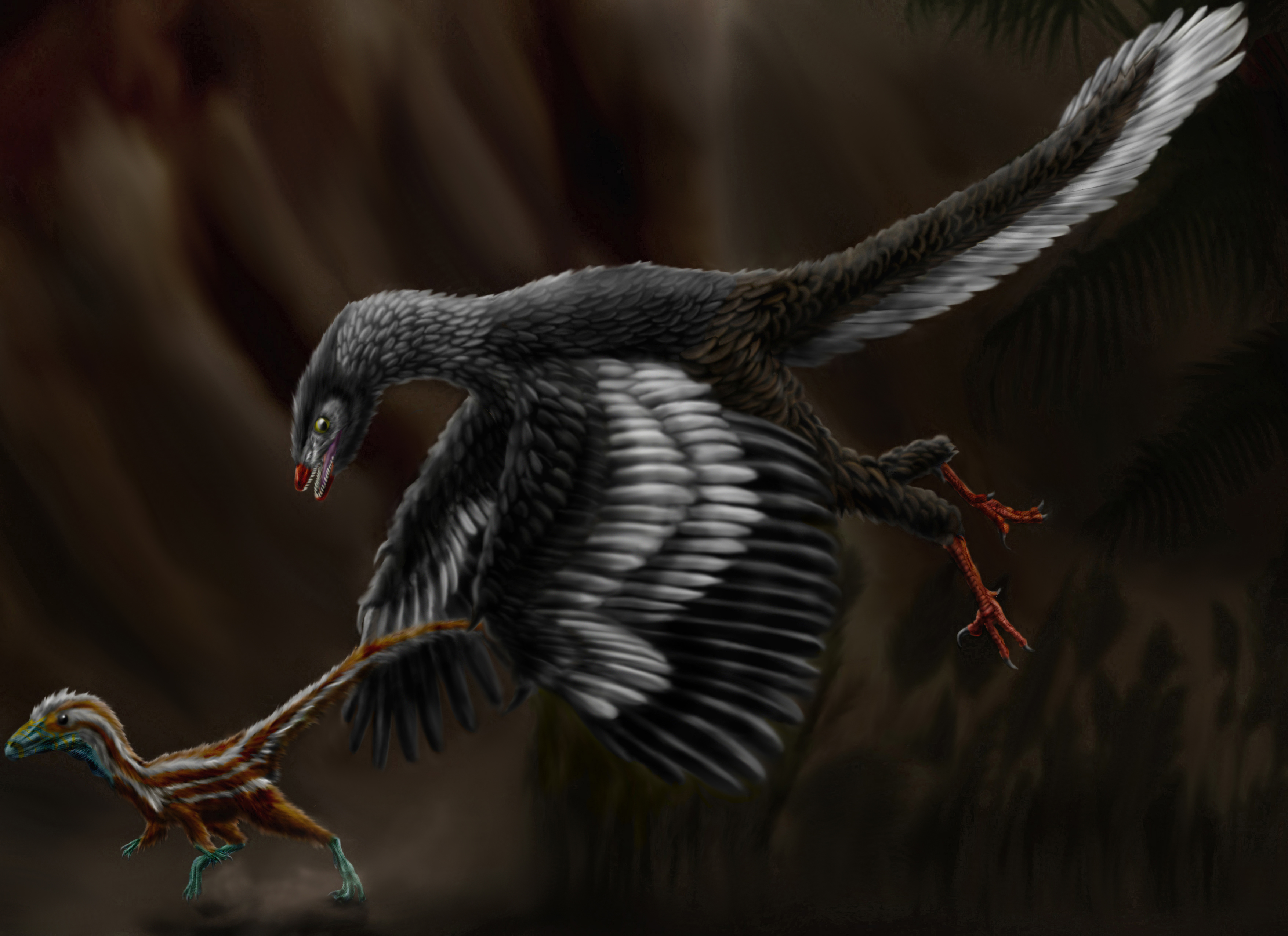
رسم لطيور الأركيوبتركس.

كان أوَّل من أنشأ رتبة أركيوبتركسيات الشكل الإحاثي ماكس فوربرينجر في عام 1888، وذلك لتحتوي فصيلة واحدة هي الأركيوبتركسيات وجنساً واحداً هو الأركيوبتركس. مع ذلك فإن هذه الرُّتبة لم تُعطى حتى وقت حديث جداً تعريفاً وراثياً عرقياً رسمياً، وكان ذلك حتى عملَ العالم "كسو" وطلابه على إعطائها تعريفاً في عام 2011، وهو أن الأركيوبتركسيات هيَ "فرع حيوي يَضمُّ كافة الطيور التي هي أقرب صلة إلى الأركيوبتركس منها إلى العصفور الدوري أو الدرومايوصور.
ضمَّ بعض المؤلفين فصيلة الدرومايوصوريات (التي تعد عادة ديناصورات غير طيرية) إلى هذه المجموعة. إذ أن بعضَ الاكتشافات لعدد من الأشكال البدائية من الطيور عكَّرت رسم شجرة علاقاتها المُبكّرة، حيث جعلَ ذلك من السَّهل اعتبار الفيلوسيرابتور وبعض الديناصورات البدائية طيوراً، ولهذا السَّبب فقد ذهبَ إحاثيون - مثل غريغوري س. باول - إلى ضمّ الدرومايوصوريات إلى الأركيوبتركسيات، غير أن التعريف التفريعيَّ الرسميّ لهذه المجموعة لا زال يَستثني الدرومايوصوريات منها بشكل واضح.
كان طائر بروتا أركيوبتركس - كما يُوحي اسمه - تابعاً لمجموعة الأركيوبتركسيات فيما مضى، غير أن غالبية الإحاثيين يَعتبرونه اليوم أوفيرابتورصوريًّا. وقد تكون أيضاً بعض الأجناس الأخرى التي تُلحَق بالفصيلة عادة مثل الجورابتركس وبورنس وولنوفيريا مجرَّد أفراد من الأركيوبتركس نفسه لا أجناساً منفصلة، أو ربَّما أنها لا تنتمي أساساً إلى هذه المجموعة. كان جنفنغوبتركس أيضاً يُعتَبر أركيوبتركسياً في ما مضى، لكن تبيَّن لاحقاً أنه ترودونتيّ في الحقيقة.